# Tistronklobben
Tistronklobben är en ö i Finland. Den ligger i Skärgårdshavet och i kommunen Pargas i den ekonomiska regionen  Åboland i landskapet Egentliga Finland, i den sydvästra delen av landet. Ön ligger omkring 71 kilometer väster om Åbo och omkring 210 kilometer väster om Helsingfors. Tistronklobben ligger 1 meter över havet.
Öns area är 2,3 hektar och dess största längd är 210 meter i sydöst-nordvästlig riktning. Närmaste större samhälle är Houtskär, 15,0 km öster om Tistronklobben.